# Ureia ácido J
Ureia ácido J, N,N’-bis(4-hidroxi-2-sulfonaftaleno-7-il)ureia ou ácido 7,7′-(carbonildiimino)bis[4-hidroxi-2-Naftalenessulfônico é o composto orgânico de fórmula C21H16N2O9S2 e massa molecular 504,4897. É registrado com o número CAS 134-47-4 e número EC 205-142-9.
É intermediário na síntese de diversos corantes, destacadamente corantes azo, principalmente usado na preparação de laranja direto S, escarlate direto ácido 4 BS, etc.
É o derivado ureia do ácido 7-amino-4-hidroxinaftaleno-2-sulfônico.